# Топчій Ніл Григорович
Ні́л Григо́рович Топчі́й ( нар. 13 (25) листопада 1893, Одеса — пом. 31 жовтня 1980, Одеса, УРСР) — оперний співак (лірико-драматичний тенор), Заслужений артист УРСР (1956).

## Біографічні відомості
Навчався співу приватно. Працював в Одеському оперному театрі — спершу співав у хорі (1913—1916), потім виступав солістом (1916—1926, 1927—1933, 1941—1960). Також виступав на оперних сценах Харкова (1926—1927), Свердловська (1933—1939).

## Репертуар
- Харлампія («Кармелюк» В. Костенка)
- Інспектора («В полоні у яблунь» О. Чишко)
- Богдан Собінін («Життя за царя» М. Глінки)
- Князь («Русалка» О. Даргомижського)
- Єрошка («Князь Ігор» О. Бородіна)
- Самозванець і Князь Василь Шуйський («Борис Годунов» М. Мусоргського)
- Володимир Дубровський («Дубровський» Е. Направника)
- Князь Синодал («Демон» А. Рубінштейна)
- Бобир-Бакула («Снігуронька» М. Римського-Корсакова)
- Бомелій («Царева наречена» М. Римського-Корсакова)
- Герман («Пікова дама» П. Чайковського)
- П'яний козак і Андрій («Мазепа» П. Чайковського)
- Ленський і Тріке («Євгеній Онєгін» П. Чайковського)
- Андрій («Запорожець за Дунаєм» С. Гулак-Артемовського)
- Полковник Богун («Богдан Хмельницький» К. Данькевича)
- Алерой («За життя», 2-га ред. опери «Орлена» В. Трамбицького, 1938, одне з перших виконань)
- Фауст (однойм. опера Ш. Гуно)
- Джеральд («Лакме» Л. Деліба)
- Франц («Казки Гофмана» Ж. Оффенбаха)
- Дон Хозе («Кармен» Ж. Бізе)
- Граф Альмавіва («Севільський цирульник» Дж. Россіні)
- Радамес («Аїда» Дж. Верді)
- Герцог («Ріголетто» Дж. Верді)
- Пінкертон («Чіо-Чіо-сан» / «Мадам Баттерфляй» Дж. Пуччіні)
- Беппо і Каніо («Паяци» Р. Леонкавалло)
- Пантелій Мелехов («Тихий Дон» І. Дзержинського)